# Droga N973 (Holandia)
Droga prowincjonalna N973 (nid. Provinciale weg 973) – droga prowincjonalna w Holandii, w prowincji Groningen. Łączy drogę prowincjonalną N368 w Wedde z drogą prowincjonalną N969 w Bellingwolde.